# Haplophleba nigricans
Haplophleba nigricans är en tvåvingeart som beskrevs av Schmitz 1929. Haplophleba nigricans ingår i släktet Haplophleba och familjen puckelflugor. Inga underarter finns listade i Catalogue of Life.